# Dehorter (1912)
Dehorter – francuski niszczyciel z okresu I wojny światowej. Jednostka typu Bouclier. Okręt wyposażony w cztery kotły parowe opalane ropą i turbiny parowe. W czasie I wojny światowej operował na Morzu Śródziemnym. Przetrwał I wojnę światową. Z listy floty skreślony w 1933 roku.